# Santuario di Santa Maria della Fontenuova
Il santuario di Santa Maria della Fontenuova si trova a Monsummano Terme.

## Storia e descrizione
La fondazione del santuario si spiega alla luce del clima devozionale che i granduchi cercavano di promuovere tra i contadini tornati, agli inizi del Seicento, a coltivare la piana bonificata dalla malaria. L'apparizione della Vergine in zona sarebbe avvenuta il 9 giugno 1573 e l'edificio venne eretto, in forme tardomanieristiche, dal 30 dicembre 1602 al 1605, su progetto dell'architetto granducale Gherardo Mechini.
Il santuario con le grandi ma leggere arcate del porticato ionico che lo circonda su tre lati è stato giudicato tra "gli episodi architettonici più raffinati del granducato di Ferdinando I". 
La lunetta centrale venne affrescata nel 1606 da Ventura Salimbeni, con due figure allegoriche (Speranza e Fede)  e al centro due angeli nell'atto di incoronare il busto marmoreo di Cristina di Lorena, di Leonardo Marcacci.
Intorno al 1630 le altre quattordici lunette furono affrescate con scene dei Miracoli della Madonna della Fontenuova da Giovanni da San Giovanni, che realizzò episodi all'insegna dell'immediatezza narrativa e della fedeltà nei paesaggi.
All'interno, il soffitto ligneo è di Giovanni Desideri e contiene tre tele: Assunta di Matteo Rosselli, Annunciazione di Gregorio Pagani e Incoronazione della Vergine di Donato Mascagni. Il doppio fregio che corre attorno al soffitto contiene una Veduta di Monsummano Alto, attribuita a Museio Vanni da Vellano (1607), autore anche dei Profeti nella stessa fascia, mentre le Sibille sono opera del fiorentino Giovanni Valeriani. Nella fascia inferiore spiccano San Sebastiano, San Girolamo, San Francesco e San Carlo di Matteo Rosselli, autore anche della pala con l'Adorazione dei Magi. Altri dipinti sono la Presentazione di Maria al tempio, attribuita a Cristofano Allori e la Madonna coi santi Gioacchino ed Anna di Pier Dandini. La Vergine sull'altare maggiore è del XV secolo. Nella sagrestia si trova un crocifisso eburneo attribuito a Giambologna.
Nel giugno del 1974 papa Paolo VI ha elevato il santuario alla dignità di basilica minore.